# Satz von Grosswald-Schnitzer
Der Satz von Grosswald-Schnitzer (englisch Grosswald-Schnitzer theorem) ist ein mathematischer Lehrsatz aus dem Gebiet der Analytischen Zahlentheorie, der zeigt, dass eine Klasse modifizierter Zeta-Funktionen und  Dirichletscher L-Funktionen existiert, die exakt dieselben Nullstellen wie die Riemannsche Zeta-Funktion besitzen, deren Euler-Produkte jedoch nicht auf der Folge der Primzahlen beruhen. Der Satz liefert zugleich eine Konstruktionsmöglichkeit  und es zeigt sich, dass diese modifizierten Funktionen  sich in vielerlei Hinsicht ähnlich verhalten wie die Originalfunktionen. 
Der Satz ist nicht zuletzt deswegen interessant, weil er darlegt, dass die Zuordnung zwischen den Nullstellen der Riemannschen Zeta-Funktion und der Primzahlfolge nicht so starr ist, wie dies durch das Euler-Produkt der Riemannschen Zeta-Funktion nahegelegt wird. Das bedeutet, dass man die Nullstellen der Riemannschen Zeta-Funktion analysieren kann, indem man diese anderen Funktionen studiert, welche keine Primzahlen im Euler-Produkt verwenden.
Der Satz wurde 1978 von Emil Grosswald und Franz Josef Schnitzer bewiesen. Grosswald und Schnitzer haben zwei Sätze publiziert, wovon der erste sich auf die Zeta-Funktionen beschränkt und der zweite die allgemeineren Dirichletsche L-Funktionen behandelt.

## Satz von Grosswald-Schnitzer
Im Folgenden sei {\displaystyle \mathbb {P} } die Menge der Primzahlen, {\displaystyle \zeta } die Riemannsche Zeta-Funktion und {\displaystyle p_{n}} die {\displaystyle n}-te Primzahl. Eine komplexe Zahl {\displaystyle s\in \mathbb {C} } sei stets in der Form {\displaystyle s=\sigma +it\in \mathbb {C} } mit Realteil {\displaystyle \Re (s)=\sigma } notiert.

### Einführung
Die Riemannsche Zetafunktion hat in der positiven Halbebene {\displaystyle \Re (s)>0} eine Darstellung durch Primzahlen als Euler-Produkt 
{\displaystyle \zeta (s)=\sum _{n=1}^{\infty }{\frac {1}{n^{s}}}=\prod _{n=1}^{\infty }{\frac {1}{1-p_{n}^{-s}}},}
wobei {\displaystyle (p_{n})_{n\in \mathbb {N} }} die Folge aller Primzahlen ist. Die Nullstellen der Riemannschen Zetafunktion im Bereich {\displaystyle \Re (s)>0} befinden sich bekanntlich im sogenannten kritischen Streifen {\displaystyle 0<\Re (s)<1} und man kann zeigen, dass keine Nullsten für {\displaystyle \Re (s)\geq 1} existieren. Der Satz von Grosswald-Schnitzer sagt nun, dass wenn man {\displaystyle (p_{n})_{n\in \mathbb {N} }} durch eine Folge von reellen Zahlen {\displaystyle (q_{n})_{n\in \mathbb {N} }} ersetzt, welche zwischen den Primzahlen liegen {\displaystyle p_{n}\leq q_{n}\leq p_{n+1}}, dann hat die resultierende Zeta-Funktion die gleichen Nullstellen für {\displaystyle \Re (s)>0} wie die Riemannsche Zeta-Funktion. Die Nullstellenstruktur der Riemannschen Zeta-Funktion ist somit nicht ausschließlich durch die Primzahlen festgelegt, da sie sich in dieser größeren Klasse analytischer Funktionen wiederfindet und eine gewisse Stabilität bezüglich dieser Modifikation aufweist.

### Variante für Zeta-Funktionen
Definiere eine Folge reeller Zahlen {\displaystyle q_{1},q_{2},q_{3},\dots }, welche die Ungleichung
{\displaystyle p_{n}\leq q_{n}\leq p_{n+1},\quad \forall n\in \mathbb {N} }
erfüllen. Zu dieser Folge definiert man die modifizierte Zeta-Funktion
{\displaystyle \zeta ^{*}(s)=\prod \limits _{n=1}^{\infty }{\frac {1}{1-q_{n}^{-s}}}\quad } für {\displaystyle \quad s\in \mathbb {C} .}
{\displaystyle \zeta ^{*}(s)} konvergiert absolut für {\displaystyle \Re (s)>1} und gleichmäßig für {\displaystyle \Re (s)\geq 1+\varepsilon } mit {\displaystyle \varepsilon >0}. Die modifizierte Zeta-Funktion {\displaystyle \zeta ^{*}(s)} ist somit für {\displaystyle \Re (s)>1} eine holomorphe Funktion.
Der Satz von Grosswald-Schnitzer lautet nun:
Die Funktion {\displaystyle \zeta ^{*}(s)} besitzt folgende Eigenschaften:
(i) {\displaystyle \zeta ^{*}(s)\neq 0} für {\displaystyle \Re (s)>1,}
(ii)  {\displaystyle \zeta ^{*}(s)} lässt sich als meromorphe Funktion auf den Bereich {\displaystyle \Re (s)>0} fortsetzen
(iii) Für {\displaystyle \Re (s)>0} besitzt {\displaystyle \zeta ^{*}(s)} einen einfachen Polstelle bei {\displaystyle s=1} mit Residuum {\displaystyle r} wobei {\displaystyle {\tfrac {1}{2}}\leq r\leq 1}
(iv)  Für {\displaystyle \Re (s)>0} hat {\displaystyle \zeta ^{*}(s)} genau dieselben Nullstellen mit gleicher Vielfachheit wie die Riemannsche Zeta-Funktion {\displaystyle \zeta (s)}.

### Variante für Dirichletsche L-Funktionen
Sei {\displaystyle \chi (n)} ein Dirichlet-Charakter modulo einer natürlichen Zahl {\displaystyle k\in \mathbb {N} }. Die zugehörige Dirichlet-L-Funktion ist definiert durch
{\displaystyle L(s,\chi )=\sum _{n=1}^{\infty }{\frac {\chi (n)}{n^{s}}}=\prod _{n=1}^{\infty }{\frac {1}{1-\chi (p_{n})p_{n}^{-s}}},\quad \Re (s)>1.}
Fixiere eine natürliche Zahl {\displaystyle K>k} und wähle nun eine Folge ganzer Zahlen {\displaystyle q_{1},q_{2},q_{3},\dots }, die die beiden Bedingungen erfüllen:
{\displaystyle p_{n}\leq q_{n}\leq p_{n}+K}
und
{\displaystyle q_{n}\equiv p_{n}\mod k.}
Mit dieser Folge definiert man die modifizierte L-Funktion
{\displaystyle L^{*}(s,\chi )=\prod _{n=1}^{\infty }{\frac {1}{1-\chi (q_{n})q_{n}^{-s}}}\quad } für {\displaystyle \quad \Re (s)>1.}
Die allgemeinere Variante des Satzes von Grosswald-Schnitzer lautet nun:
Die Funktion {\displaystyle L^{*}(s,\chi )} besitzt folgende Eigenschaften:
(i) Das Produkt {\displaystyle L^{*}(s,\chi )} konvergiert absolut für {\displaystyle \Re (s)>1} und lässt sich in die Halbebene {\displaystyle \Re (s)>0} als meromorphe Funktion fortsetzen.
(ii) Für {\displaystyle \Re (s)>0} besitzt {\displaystyle L^{*}(s,\chi )} genau dieselben Nullstellen mit gleicher Vielfachheit wie {\displaystyle L(s,\chi )}.
(iii) Ist {\displaystyle \chi } kein von Hauptcharakter, so ist {\displaystyle L^{*}(s,\chi )} sogar holomorph auf ganz {\displaystyle \Re (s)>0}.

### Beweis-Idee des ersten Satzes
Man definiert die Funktion 
{\displaystyle \varphi (s):={\frac {\zeta ^{*}(s)}{\zeta (s)}}=\prod \limits _{n=1}^{\infty }{\frac {1-p_{n}^{-s}}{1-q_{n}^{-s}}}}
und kann dann zeigen, dass für {\displaystyle \Re (s)>0} die Funktion {\displaystyle \varphi (s)} absolut konvergiert und niemals Null ist {\displaystyle \varphi (s)\neq 0}. Daraus folgt dann
{\displaystyle \zeta (s)=0\iff \varphi (s)\zeta (s)=0\iff \zeta ^{*}(s)=0.}
Die Aussage {\displaystyle \varphi (s)\neq 0} für {\displaystyle \Re (s)>0} wird mit einem Logarithmus-Argument gezeigt, wenn
{\displaystyle \log(\varphi (s))=\sum \limits _{n}\left(\log(1-p_{n}^{-s})-\log(1-q_{n}^{-s})\right)=\sum \limits _{m=1}^{\infty }\sum \limits _{n=1}^{\infty }m^{-1}(q_{n}^{-ms}-p_{n}^{-ms})}
absolut konvergiert, dann gilt
{\displaystyle e^{\log(\varphi (s))}=\varphi (s)\neq 0.}